# Dactylolabis (Dactylolabis) satanas
Dactylolabis (Dactylolabis) satanas is een tweevleugelige uit de familie steltmuggen (Limoniidae). De soort komt voor in het Palearctisch gebied.